# Panství Esmy Sultan
Palác Esmy Sultan (turecky: Esma Sultan Yalısı) se nachází na pobřeží Bosporu v Ortaköy v sousedství Istanbulu v Turecku. Je pojmenován podle své majitelky Esmy Sultan. Po rozsáhlé rekonstrukci z roku 2001 hotelový řetězec Marmara budovu využívá jako společenské a kulturní centrum.

## Historie
Třípodlažní cihlovou budovu navrhl slavný architekt Sarkis Balyan. Byla dokončena v roce 1875. Stojí naproti Ortaköyské mešitě. Budova byla darována Esmě Sultan, dceři sultána Abdulazize jako svatební dar. Palác byl majetkem Osmanské dynastie do roku 1915. Budova byla pak používána jako sklad tabáku a v letech 1920 až 1975 jako sklad uhlí. Roku 1975 vyhořela.

## Rekonstrukce
Po požáru z budovy zůstaly jen vnější zdi. V 90. letech minulého století ji koupil řetězec hotelů Marmara. Po renovacích a nových doplňcích podle projektu Haluka Sezgina a Phillipa Roberta, byla budova v roce 2001 znovu otevřena. Je užívána pro víceúčelové akce. Cihlové zdivo exteriéru bylo zachováno ve stavu částečné destrukce a doplněno o ocelové a skleněné prvky. Nový design kompletně dokončil architekt Gökhan Avcıoğl v roce 2005. V budově se nachází bar, restaurace a konferenční sál v několika podlažích. Budova je orientována do zahrady o ploše 2 226 m2. Přízemí je 31,5 m široké, 27 m dlouhé a 3,80 m vysoké. První a druhé patro je sloučeno a jsou 31,5 m široké, 31 m dlouhé a 6,80 m vysoké.
Palác Esmy Sultan funguje v dámci řetězce hotelů Marmara. Slouží pro různé mítinky, konference, svatby a jiné příležitosti. V historické atmosféře nabízí místo pro bankety o kapacitě tisíc hostů v zahradě, 180 hostů v přízemí a 330 hostů v prvním patře. Na recepci je možno pozvat do zahrady až 3 tisíce hostů, 300 hostů do přízemí a 600 hostů do patra. V budově se mimo jiné pořádají koncerty během Istanbulského mezinárodního jazzového festivalu a během jiných mezinárodních festivalů.